# Розведення військ на Донбасі
Розведення військ на Донбасі — взаємне відведення військових сил і засобів з обох боків лінії зіткнення на Донбасі у 2016 та 2019 роках.
21 вересня 2016 року Тристороння контактна група в Мінську узгодила розведення сторін на трьох ділянках — в Золотому, Петрівському та Станиці Луганській. Восени 2016 року розведення відбулося в Золотому та Петрівському, а в Станиці Луганській його скасували через протести.
У 2019 році з ініціативи президента України Володимира Зеленського відбулося розведення у Станиці Луганській та повторне розведення в Золотому та Петрівському

## Політичне тло
1 жовтня 2019 року Володимир Зеленський заявив, що умовою російського президента Володимира Путіна для зустрічі в нормандському форматі є виконання Україною формули Штайнмаєра та розведення військ на визначених ділянках фронту.
Після цієї заяви у містах по всій Україні розпочались протестні акції під гаслом «Ні капітуляції!».

## Хронологія розведення військ

### Розведення військ у 2019 році

#### Станиця Луганська
26 червня 2019 року українські військові розібрали свій блок-пост і відійшли з однієї з позицій у Станиці Луганській. При цьому блок-пост російських бойовиків був укріплений і залишився на старих позиціях.
20 листопада 2019 року Зеленський відкрив у Станиці Луганській новозбудований міст через річку Сіверський Донець.

#### Золоте
Після заяв президента Зеленського про можливість розведення військ в районі Золотого, на заклик Андрія Білецького сюди прибули бійці національних дружин, активісти Національного корпусу та представники ветеранських організацій. Було заявлено, що якщо українські війська буде відведено з Золотого, то сіру зону займуть легально озброєні громадські активісти, передусім з-поміж ветеранів. 25 жовтня президент України Володимир Зеленський особисто відвідав блокпост «Золоте-4», де зустрівся з добровольцями і сказав їм, щоб вони склали зброю:
|  | Послухай, я президент цієї країни, мені 42-й рік. Я ж не лох якийсь, я тобі прийшов і сказав: зброю прибери. Ти мені не переводь на акції. Я хотів побачити в очах розуміння, а побачив хлопця, який вирішив, що перед ним якийсь лопух стоїть і переводиш мене на іншу темуОригінальний текст (рос.) Послушай, я президент этой страны, мне 42-й год. Я ж не лох какой-то, я тебе пришел и сказал: оружие убери. Ты мне не переводи на акции. Я хотел увидеть в глазах понимание, а увидел парня, который решил, что перед ним какой-то лопух стоит и переводишь меня на другую тему |

У процесі розведення було з'ясовано, що згідно з наказом президента України 32/2019, лінія зіткнення проходить біля селища Михайлівка (Золоте-5). Це дало змогу військовим відтягнутись до селища Родіна (Золоте-4), але не здавати позиції у самому населеному пункті.
29-31 жовтня українські війська покинули Золоте, в тому числі й добровольці.

#### Петрівське-Богданівка
9 листопада 2019 року ЗСУ покинули свої позиції і відійшли від Петрівського та Богданівки.

### Подальше розведення військ
Під час зустрічі в Парижі 9 грудня лідери нормандської четвірки домовилися про нове розведення сил на трьох ділянках уздовж лінії розмежування на Донбасі.
За проєктом карти, у демілітаризовану зону повністю мали увійти, зокрема, такі населені пункти: Широкине, Павлопіль, Піски, Опитне, Світлодарськ, Кримське, Луганське, Катеринівка та Гранітне. Частково демілітаризованими будуть, зокрема, Талаківка, Бердянське, Старогнатівка та Зайцеве (тобто лінія пройде прямо по них). 
Міністр закордонних справ Пристайко заявляв, що "Президент хоче розведення військ на протяжності усієї лінії фронту, на всі 400 км" 

### Подальші події
- 22 квітня 2020: Окупанти на Донбасі мінують потенційні ділянки розведення.[21]